# ドーチェスター・コレクション
ドーチェスター・コレクション（英語: Dorchester Collection）は、イギリスのロンドンに本社を置く、ラグジュアリーホテルを保有・運営するブルネイ投資庁傘下の企業である。

## 概要
1987年、ブルネイの国王で、資産家でもあるハサナル・ボルキアが、ザ・ドーチェスターとザ・ビバリーヒルズ・ホテルを買収し、1991年にそれらの所有権をブルネイ投資庁に譲渡した。1996年、ブルネイ投資庁はこれらのホテルを運営するために「オードリー・グループ」を設立し、後に「ドーチェスター・グループ」となった。その後、2006年11月には現在の「ドーチェスター・コレクション」に名称を変えリブランディングした。ドーチェスター・コレクションは現在、9つのラグジュアリーホテルを運営している。
ドーチェスター・コレクションは、東京都千代田区で建設している高さ385mで日本一の高さとなる超高層ビル「Torch Tower」の53階から58階に同社のホテルを2028年にアジアで初めて開業させることとなった。それに先立ち、同社は2023年、東京に日本地区セールスオフィスを開設した。

## 運営するホテル
ドーチェスター・コレクションは第三者の所有者に代わってホテルを取得および管理しているため、100%所有のホテルと、一部所有のホテルが混在している。
- イギリス
  - ザ・ドーチェスター（英語版）
  - コワース パーク（英語版）
  - 45 パーク レーン
- フランス
  - ル・ムーリス（英語版）
  - ホテル・プラザ・アテネ（英語版）
- イタリア
  - ホテル・プリンチペ・ディ・サヴォイア（英語版）
  - ホテル エデン
- アメリカ合衆国
  - ザ・ビバリーヒルズ・ホテル（英語版）
  - ホテル・ベル・エアー（英語版）